# Brucea javanica
Espèce
Statut de conservation UICN

 LC  : Préoccupation mineure
Brucea javanica est une espèce de la famille des Simaroubaceae. Il est également connu sous le nom de Noyaux de Macassar) est un arbuste de la famille des Simaroubaceae. L'épithète spécifique javanica vient du latin et signifie « de Java ». Les autres noms en anglais sont Java brucea et kosam.
.

## Description

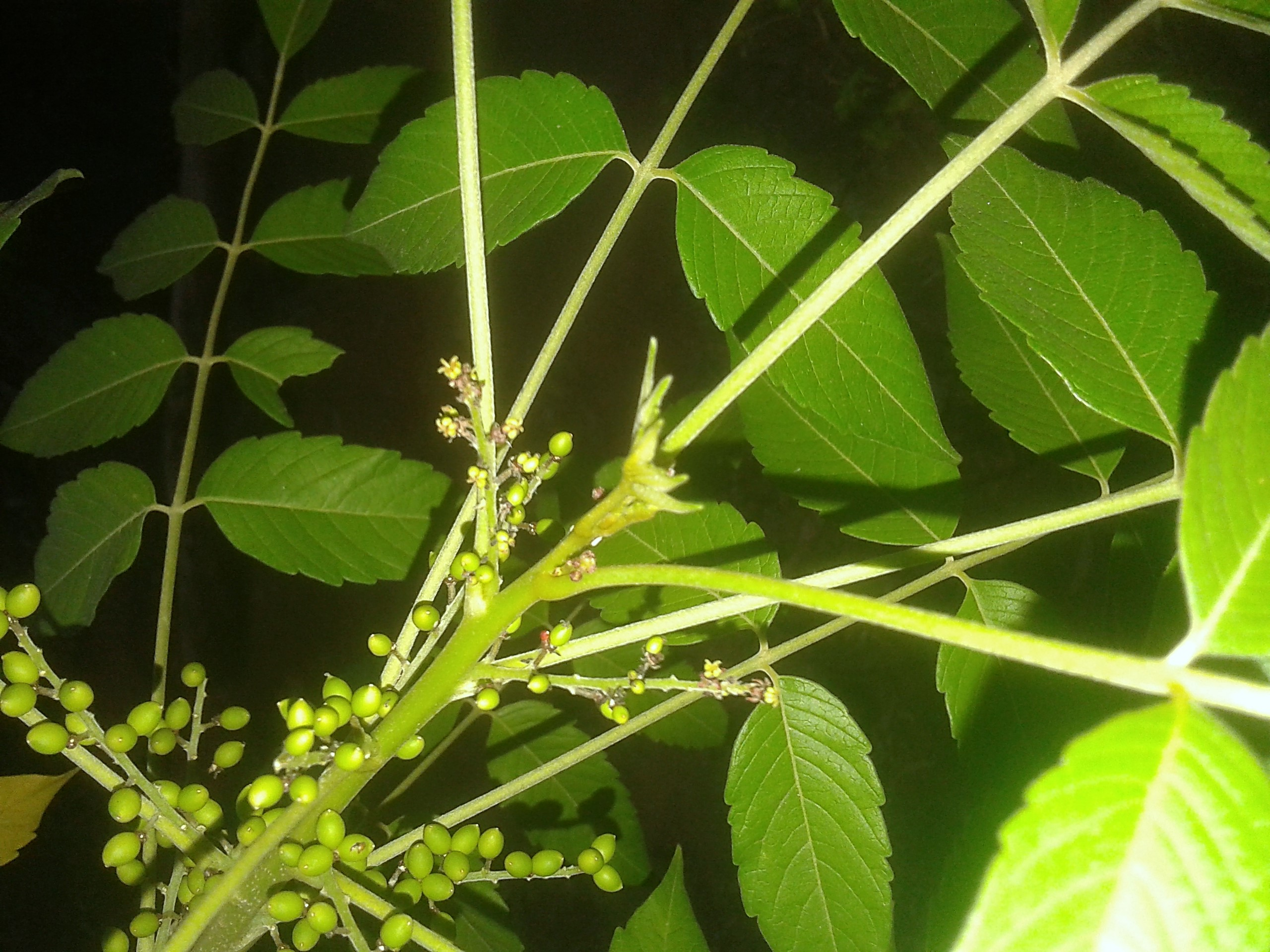
Rameau avec des fleurs

Brucea javanica pousse comme un arbuste ou un petit arbre atteignant 5 mètre de hauteur. Les petites fleurs (1,5 à 2 mm de diamètre) sont blanc verdâtre à rouge verdâtre ou violet et se présentent en panicules. Les fleurs mâles et femelles sont séparées sur chaque arbuste, ce qui en fait une espèce monoïque . Les fleurs sont généralement rouges. Il fleurit généralement en juin et juillet et donne des fruits en juillet et août. Chaque le fruit, qui est une drupe, mesure jusqu'à 0,5 cm (0,2 po) de long. Lorsqu'ils sont mûrs, ils sont d'une couleur gris noir qui devient ridé une fois sec. La graine est jaune blanchâtre et recouverte d'une membrane huileuse. Il a des feuilles composées avec généralement 7 à 9 (mais varient de 3 à 15) folioles ovales à ovales-lancéolées avec des marges dentelées. Chaque foliole mesure 20 à 40 cm de long à maturité et arrive à un point au sommet. Les feuilles sont couvertes de poils fins qui sont plus visibles au niveau des nervures et sur la face inférieure des feuilles. Toutes les parties de la plante sont intensément amères.

## Usage médicinal
Le fruit « Brucea javanica » a été décrit pour la première fois comme médicament dans la monographie médicale chinoise « Omissions de la Grand Materia Medica », écrite en 1765. Il contient des composés quassinoïdes appelés brucéolides qui sont anticancéreux. et antiparasitaire,. Il est traditionnellement utilisé pour traiter la dysenterie et le paludisme, bien qu'aucun essai clinique n'ait été publié confirmant son efficacité dans ces conditions, malgré des études en éprouvettes montrant à plusieurs reprises une activité antipaludique,,. L'acide moronique, un autre composé présent dans la plante, présente également une activité anti-VIH potentielle. Une forme d'émulsion d'huile injectable de la plante a été étudiée en Chine dans le cadre d'essais contrôlés pour le traitement de patients atteints d'un cancer du poumon en association avec une chimiothérapie, avec des résultats prometteurs. D'autres essais de haute qualité sont nécessaires pour confirmer cette utilisation,.

## Répartition et habitat
Ce taxon se rencontre dans les pays suivants : Australie, Birmanie, Chine, Hong Kong, Inde, Indonésie, Malaisie, Philippines, Taïwan, Singapour, Sri Lanka, Timor oriental. Son habitat comprend des zones ouvertes, des forêts secondaires et parfois des dunes de sable. En Australie, il pousse comme un arbre de sous-étage niveau de la mer à moins de 500 m d'altitude.

## Systématique
Le nom correct complet (avec auteur) de ce taxon est Brucea javanica (L.) Merr..
L'espèce a été initialement classée dans le genre Rhus sous le basionyme Rhus javanica L..
Brucea javanica a pour synonymes :
- Ailanthus gracilis Salisb.
- Brucea amarissima (Lour.) Desv.
- Brucea amarissima (Lour.) Desv. ex Gomes
- Brucea amarissima (Lour.) Merr.
- Brucea amarissima (Lour.) Meyen
- Brucea amarissima (Lour.) Meyen ex Walp.
- Brucea glabrata Decne.
- Brucea gracilis DC.
- Brucea sumatrana var. cambodiana Lecomte
- Brucea sumatrana Roxb.
- Brucea sumatrensis Spreng.
- Gonus amarissimus Lour.
- Lussa amarissima (Lour.) Kuntze
- Rhus affinis Wall.
- Rhus bucki-amela Roxb.
- Rhus bucki-amelam Roxb.
- Rhus bucku-amela Wall.
- Rhus bucku-amela Wall. ex Lindl.
- Rhus fastuosa Salisb.
- Rhus javanica L.
- Tetradium amarissimum (Lour.) Poir.